# Vicolo delle Vacche
Vicolo delle Vacche är en gränd i Rione Ponte i Rom. Gatan löper från Piazza del Fico till Via della Vetrina. 

## Beskrivning
Vacche är pluralis av "vacca", vilket betyder ko. Enligt en källa fanns här en gång i tiden ett bås för kor med bredvidliggande mjölkbutik.
Vid Vicolo delle Vacche finns en madonnella, det vill säga en gatubild som framställer Jungfru Maria: Madonna del Buon Consiglio – det goda rådets Madonna.

## Omgivningar
Kyrkobyggnader
- Sant'Agnese in Agone
- Santa Maria dell'Anima
- Santa Maria della Pace
- Santa Maria in Vallicella
- San Salvatore in Lauro
- San Simeone Profeta
- Santi Simone e Giuda

Gator och gränder
- Via dei Coronari
- Via del Governo Vecchio
- Via di Monte Giordano
- Vicolo della Volpe

## Bilder
| - Gatuskylt. - Vicolo delle Vacche på en karta över Rom från år 2017. |